# Napoléon-Louis Bonaparte (1804-1831)
Pour les articles homonymes, voir Napoléon-Louis Bonaparte (homonymie), Louis II, Maison Bonaparte, Louis Bonaparte (homonymie) et Bonaparte (homonymie).
Napoléon-Louis Bonaparte, né à Paris le 11 octobre 1804 et mort à Forlì, en Italie, le 17 mars 1831, est un prince français (1804), prince royal de Hollande (1806), grand-duc de Berg de 1809 à 1815, et  brièvement roi de Hollande sous le nom de Louis Napoléon II (Lodewijk Napoleon II en néerlandais) du 1er au 13 juillet 1810, date de l'annexion des Pays-Bas à l'Empire français. 
Deuxième fils du roi de Hollande, Louis Bonaparte, et de son épouse Hortense de Beauharnais, il est à la fois le neveu et le petit-fils par alliance de l'empereur Napoléon Ier (Hortense ayant été adoptée par ce dernier) ainsi que le frère aîné de Napoléon III.

## Biographie

### Famille

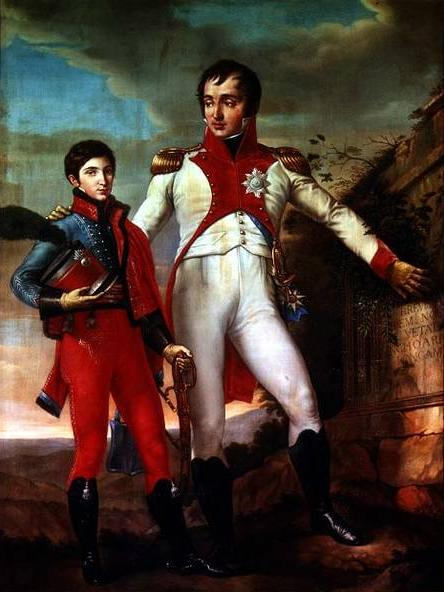
Napoléon-Louis et son père le roi Louis.

Deuxième fils issu du mariage de Louis Bonaparte et d'Hortense de Beauharnais, Napoléon-Louis naquit à Paris le 11 octobre 1804, deux mois avant le sacre de Napoléon. À sa naissance, il est titré prince et reçoit les honneurs militaires par des salves d'artillerie tirées dans tout l'Empire. 
Son père étant le frère de Napoléon, le jeune prince est ainsi le neveu de l'empereur des Français. Sa mère, Hortense de Beauharnais est la fille de l'impératrice Joséphine, épouse de Napoléon. En épousant Joséphine, l'empereur a adopté les deux enfants de cette dernière dont Hortense. Ainsi, Napoléon-Louis est aussi le petit-fils de Napoléon Ier (en ligne adoptive) par sa mère. 
L'empereur se conduit en véritable grand-père envers les enfants d'Hortense, n'hésitant pas à passer du temps avec eux dès que ses obligations le lui permettent.

### Prince de Hollande

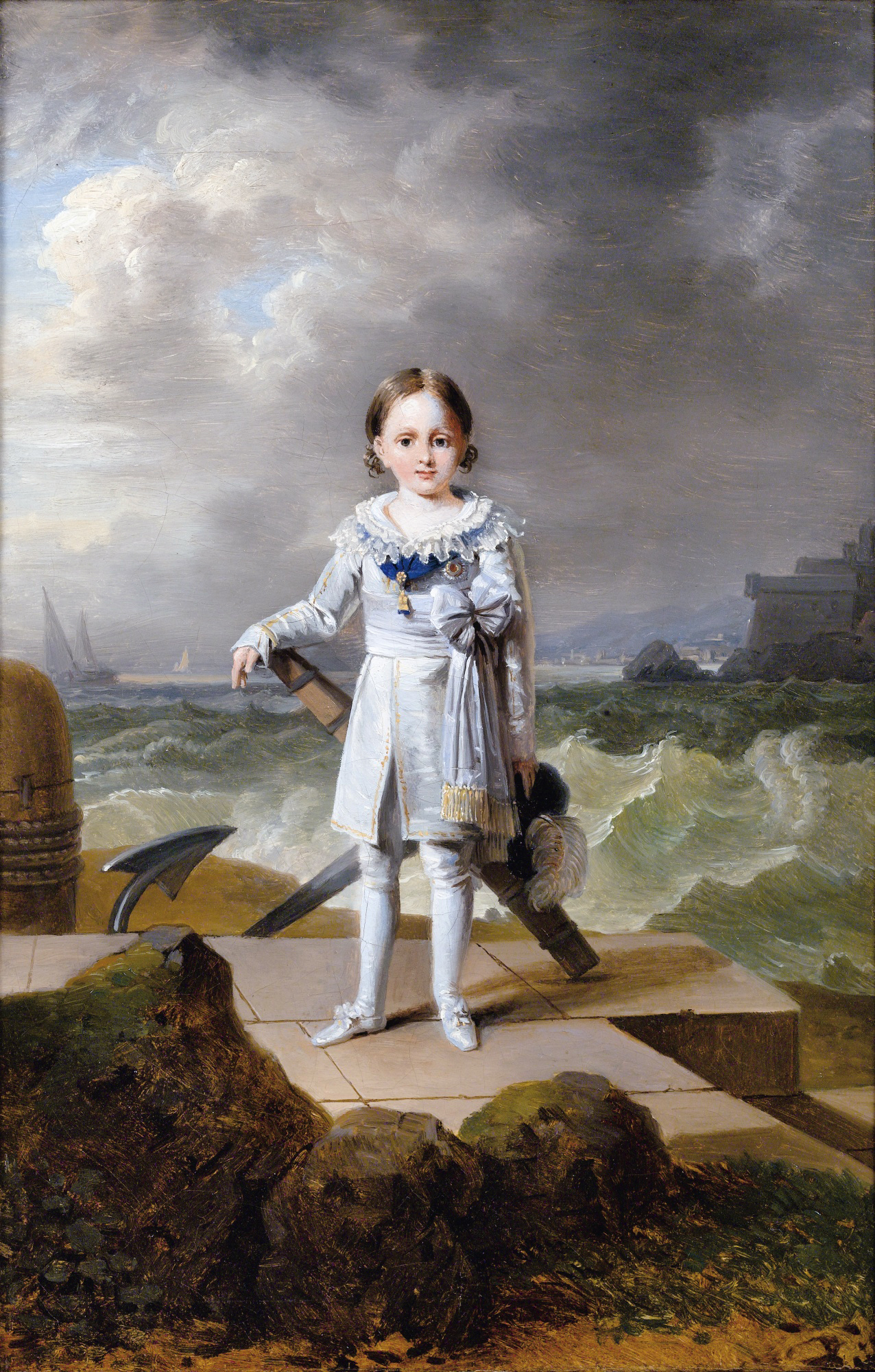
Portrait du prince royal par François-Joseph Kinson.

En 1806, Napoléon crée, pour remplacer la République batave, le royaume de Hollande et place à sa tête son frère Louis qui prend le nom de Louis Napoléon Ier.
Le frère aîné de Napoléon-Louis, Napoléon-Charles, prince royal héritier du trône hollandais, meurt en mai 1807 à l'âge de 4 ans d'une angine diphtérique. Napoléon-Louis devient alors, à l'âge d'à peine 3 ans, le nouveau prince royal. 
Le royaume de Hollande mit fin au régime républicain pourtant étroitement associé à l'histoire des Pays-Bas depuis leur indépendance. La monarchie mit fin au climat de guerre civile froide et aux dissensions internes. Après le règne de Louis, il n'y eut plus de puissant courant républicain aux Pays-Bas. Les Orange reprirent le gouvernement en 1815, cette fois-ci en tant que rois du royaume uni des Pays-Bas. Beaucoup de réformes institutionnelles gouvernementales initiées par Louis-Napoléon Ier furent poursuivies. Le gouvernement décentralisé de l'ancienne république, peu efficace, fut modernisé.
Pendant l'hiver de 1809-1810, par décret impérial, Napoléon mit d'abord le sud du royaume sous gouvernement français. Quelques mois plus tard le reste de l'ancien royaume de Hollande suivait. N'acceptant pas la politique de son frère, le roi Louis abdiqua en faveur de son fils, espérant ainsi garder la souveraineté de la Hollande. Le 1er juillet, âgé de six ans, Napoléon-Louis est formellement proclamé roi sous le nom de Louis-Napoléon II. L'empereur Napoléon ne tint pas compte de cette décision et annexe les Pays-Bas quelques semaines plus tard, le 13 juillet 1810. Napoléon-Louis n'aura régné qu'une dizaine de jours. 
Par un sénatus-consulte organique du 24 avril 1810, la partie du royaume située sur la rive gauche du Rhin est incorporée à l'Empire français. Les Pays-Bas firent partie intégrante du Premier Empire pendant trois ans, jusqu'en novembre 1813. Guillaume Frédéric d'Orange-Nassau débarqua à Schéveningue le 13 novembre 1813 et prit quelques jours plus tard le titre de prince souverain des Pays-Bas.

### Grand-duc de Berg
D'abord gouverné par Joachim Murat puis par Napoléon lui-même, le grand-duché de Berg, souverain de jure, devait, avec le royaume de Westphalie, servir de modèle administratif pour les autres États composant la confédération du Rhin. 

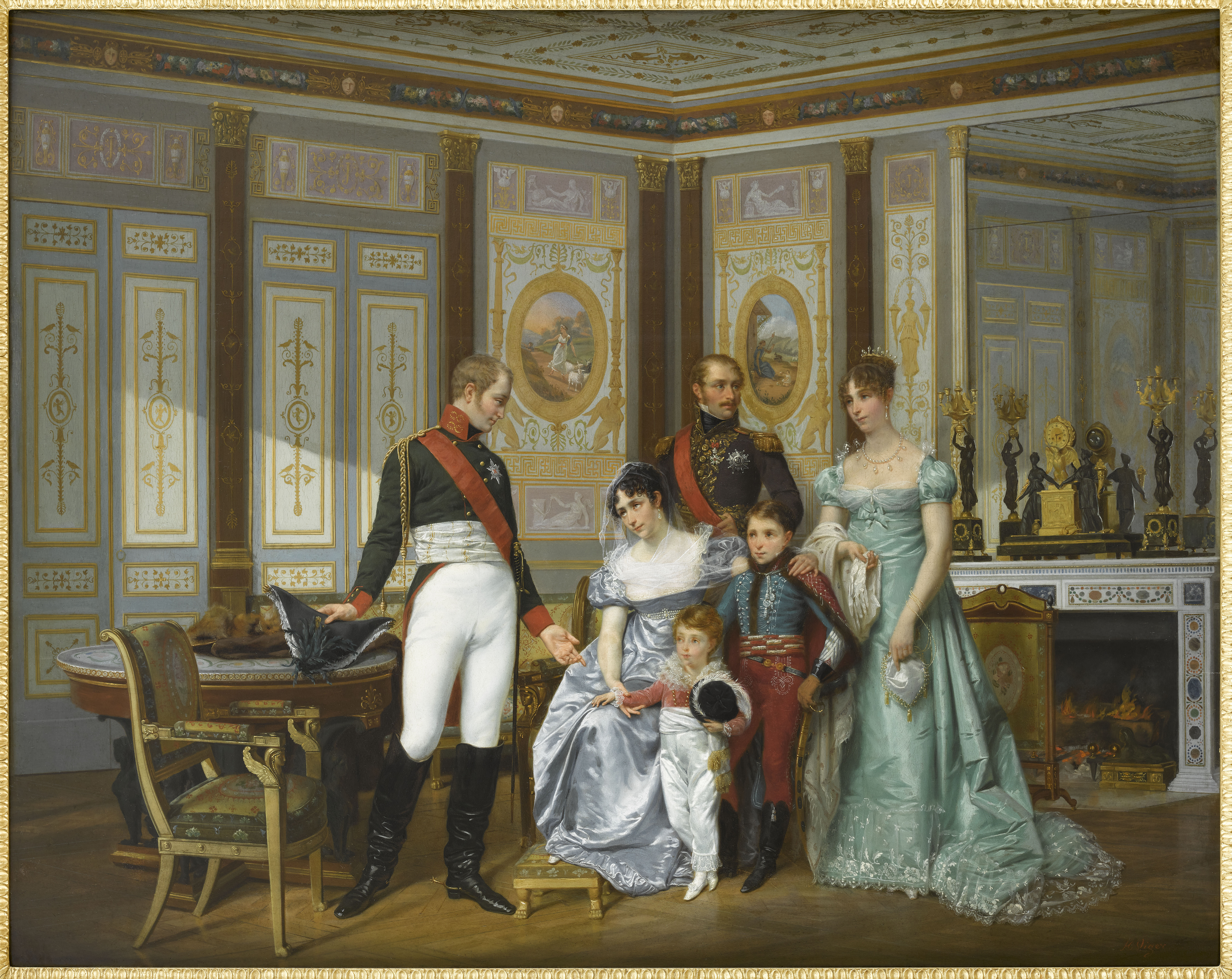
Napoléon-Louis au château de Malmaison.

Le 3 mars 1809, Napoléon fit de Napoléon-Louis, âgé de seulement quatre ans, le grand-duc de Berg. Comme ce dernier n'était pas majeur et que Napoléon se refusait à abandonner la Régence à son frère Louis, par suite de leur désaccord sur le maintien du blocus continental, l'Empereur préféra assurer lui-même cette charge. Au terme de l’abdication du roi de Hollande le 1er juillet 1810, le Grand-duché de Berg se trouva l'espace de quelques jours sous le régime d’union personnelle avec le royaume de Hollande, puisque par suite de l'abdication de son père, le jeune duc de Berg devenait roi de Hollande en titre. Cette situation prit rapidement fin avec l'annexion de la Hollande par la France le 9 juillet 1810. L'indépendance factice du grand-duché de Berg resta préservée jusqu'au 13 décembre 1810, date à laquelle le Sénat décréta de renforcer le blocus continental en annexant les territoires du nord de la vallée de la Lippe à la France.
Malgré la présence française, l'empereur échoua à entraîner l’adhésion patriotique de la population : ni la noblesse du pays, ni la bourgeoisie et encore moins les classes sociales inférieures n'appréciaient vraiment le nouveau système. Au contraire le pays, en proie aux crises économiques favorisées par le blocus continental et saigné par les incessantes levées de troupes, finit par être secoué de multiples insurrections en 1813 (« émeutes des Russaillons », en allemand Knüppelrussen), toutes réprimées militairement. À la chute du Premier Empire, la plupart des territoires du duché échurent au royaume de Prusse en conséquence du congrès de Vienne.

### Vie d'exil

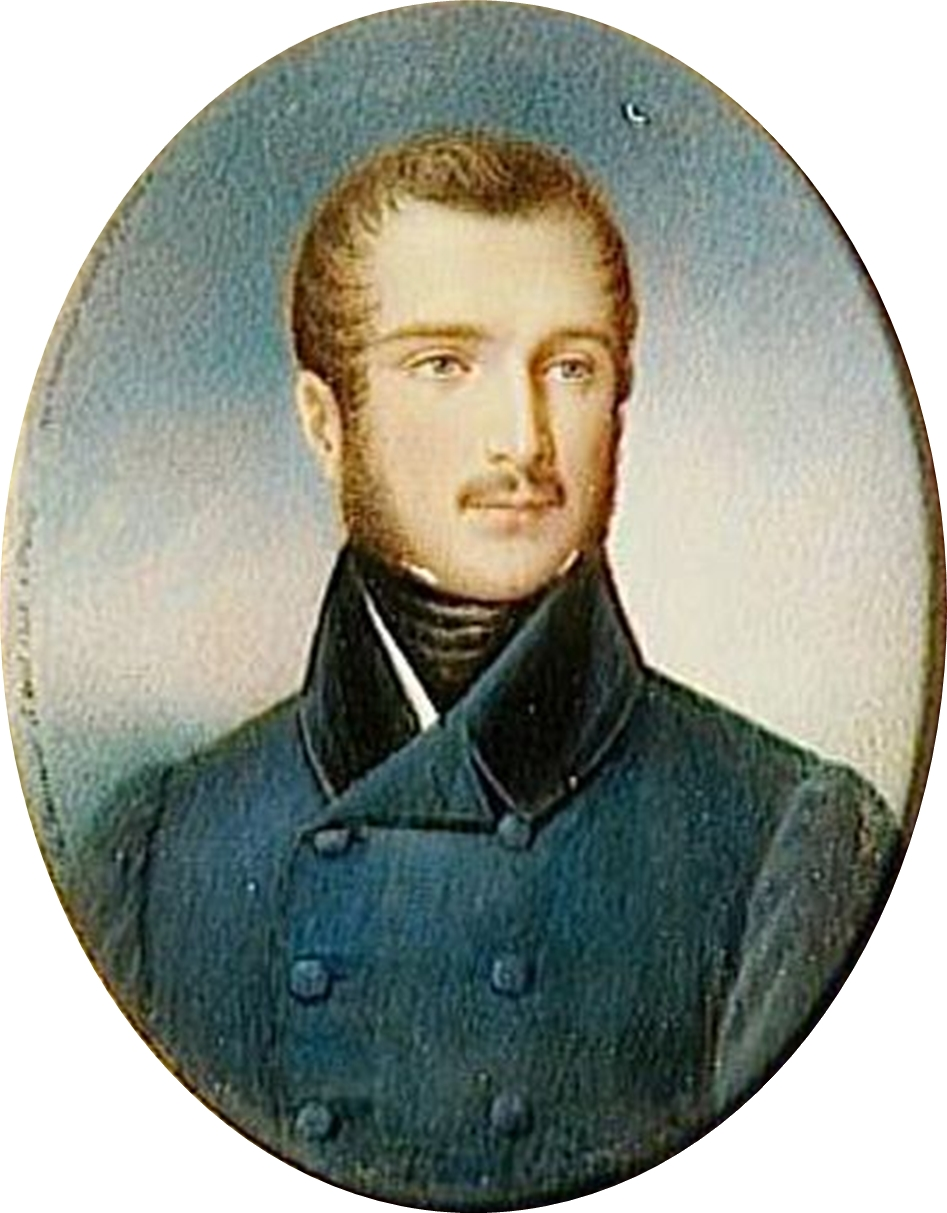
Portrait de Napoléon-Louis Bonaparte.

En juin 1814, à la mort de leur grand-mère maternelle, l'ex-impératrice Joséphine, Napoléon-Louis et son frère Louis-Napoléon sont chargés de conduire le deuil lors du transfert de la dépouille à l'église de Rueil-Malmaison.
Le 23 juillet 1826, Napoléon-Louis épouse sa cousine Charlotte Bonaparte, fille de Joseph Bonaparte et de Julie Clary.
À la suite des Trois Glorieuses qui renversent Charles X en France, Napoléon-Louis et son frère cadet, Louis-Napoléon, espèrent que s’ouvre pour eux une ère nouvelle, mais la loi du 11 septembre 1830, votée par la nouvelle assemblée orléaniste qui craint une offensive bonapartiste, dispose à nouveau l'interdiction de séjour des Bonaparte dans le royaume.
Les fils Bonaparte sont indignés, ce qui amène la reine Hortense à partir avec eux pour Rome afin de les éloigner de la France. Ils sont néanmoins rapidement impliqués dans les conspirations des carbonari visant à favoriser la cause de l'unité italienne et à déposséder le pape de son pouvoir séculier. 
Les deux frères participent ainsi aux insurrections dans les territoires pontificaux de l'Italie centrale, avant de devoir finalement se replier sur Bologne, où ils se retrouvent encerclés par l'armée autrichienne et les armées pontificales, décidées chacune à leur régler leur sort. 
Repliés sur Forlì, les deux frères doivent aussi faire face à une épidémie de rougeole qui emporte de nombreux soldats, déjà affaiblis par leurs blessures. Le 17 mars 1831, Napoléon-Louis succombe à l'épidémie tandis que Louis-Napoléon subit à son tour les effets de la maladie.
Napoléon-Louis est enterré à Saint-Leu-la-Forêt en Île-de-France, dans la crypte de l'église paroissiale.